# Pallavolo Loreto 2011-2012 (femminile)
Questa voce raccoglie le informazioni riguardanti la Pallavolo Loreto nelle competizioni ufficiali della stagione 2011-2012.

## Organigramma societario
Area direttiva
- Presidente: Antonio Giordano

Area tecnica
- Allenatore: Andrea Pistola
- Allenatore in seconda: Valerio Lionetti
- Scout man: Luca Lanari
- Assistente allenatore: Michele Delvecchio

Area sanitaria
- Medico: Fabiola Principi
- Preparatore atletico: Sergio Machella
- Fisioterapista: Ilaria Barontini

## Rosa
| N° | Nome               | Ruolo | Data di nascita   | Nazionalità sportiva |
| -- | ------------------ | ----- | ----------------- | -------------------- |
| 1  | Milagros Moy       | S     | 17 ottobre 1975   | Perù                 |
| 2  | Elisa Pieroni      | S     | 10 ottobre 1995   | Italia               |
| 3  | Joneda Alikaj      | S     | 10 settembre 1993 | Italia               |
| 4  | Elena Drozina      | P     | 15 giugno 1978    | Italia               |
| 5  | Luisa Casillo      | C     | 8 luglio 1988     | Italia               |
| 7  | Sara Giuliodori    | C     | 5 giugno 1983     | Italia               |
| 8  | Antonietta Vallese | L     | 1º novembre 1983  | Italia               |
| 9  | Alice Santini      | S     | 16 gennaio 1984   | Italia               |
| 10 | Eleonora Capone    | L     | 19 gennaio 1992   | Italia               |
| 12 | Anna Grizzo        | S     | 8 marzo 1984      | Italia               |
| 13 | Maja Burazer       | S     | 20 marzo 1988     | Croazia              |
| 14 | Rosangela Correia  | S     | 24 luglio 1972    | Brasile              |
| 17 | Isabella Di Iulio  | P     | 26 novembre 1991  | Italia               |
| 18 | Federica Fornara   | C     | 4 gennaio 1988    | Italia               |

## Risultati

### Serie A2

#### Girone di andata
| 1ª giornata - 9 ottobre 2011 PalaSerenelli, Loreto                   | Loreto              | 3 - 1 | Soverato       | 25-16, 26-28, 25-18, 25-20        |
| 2ª giornata - 16 ottobre 2011 PalaMacchitella, San Vito dei Normanni | San Vito            | 0 - 3 | Loreto         | 13-25, 22-25, 18-25               |
| 3ª giornata - 23 ottobre 2011 PalaSerenelli, Loreto                  | Loreto              | 3 - 0 | Time Matera    | 25-14, 25-15, 25-11               |
| 4ª giornata - 30 ottobre 2011 Palazzetto dello Sport, Giaveno        | Cuatto Giaveno      | 3 - 0 | Loreto         | 25-19, 25-17, 25-15               |
| 5ª giornata - 6 novembre 2011 PalaSerenelli, Loreto                  | Loreto              | 3 - 0 | Santa Croce    | 25-21, 25-18, 27-25               |
| 6ª giornata - 13 novembre 2011 Palazzetto dello sport, Frosinone     | IHF                 | 3 - 2 | Loreto         | 14-25, 21-25, 25-16, 25-19, 15-11 |
| 7ª giornata - 20 novembre 2011 PalaSerenelli, Loreto                 | Loreto              | 3 - 1 | Busnago        | 22-25, 25-21, 31-29, 25-13        |
| 8ª giornata - 27 novembre 2011 PalaPozzillo, Sala Consilina          | Antares             | 0 - 3 | Loreto         | 22-25, 22-25, 21-25               |
| 9ª giornata - 4 dicembre 2011 PalaSerenelli, Loreto                  | Loreto              | 3 - 0 | Casalmaggiore  | 25-16, 25-23, 25-19               |
| 10ª giornata - 8 dicembre 2011 PalaSerenelli, Loreto                 | Loreto              | 3 - 2 | Forlì          | 25-17, 22-25, 25-19, 22-25, 15-10 |
| 11ª giornata - 11 dicembre 2011 PalaRota, Mercato San Severino       | Rota                | 0 - 3 | Loreto         | 23-25, 22-25, 12-25               |
| 12ª giornata - 18 dicembre 2011 PalaSerenelli, Loreto                | Loreto              | 3 - 1 | Terre Verdiane | 23-25, 25-15, 25-13, 25-21        |
| 13ª giornata - 26 dicembre 2011 PalaGeorge, Montichiari              | Verona              | 0 - 3 | Loreto         | 28-30, 20-25, 25-27               |
| 14ª giornata - 8 gennaio 2012 PalaPicentia, Pontecagnano Faiano      | Pontecagnano Faiano | 0 - 3 | Loreto         | 24-26, 18-25, 19-25               |
| 15ª giornata - 15 gennaio 2012 PalaSerenelli, Loreto                 | Loreto              | 3 - 2 | Crema          | 25-22, 15-25, 25-21, 17-25, 15-12 |

#### Girone di ritorno
| 16ª giornata - 22 gennaio 2012 PalaScoppa, Soverato                | Soverato       | 0 - 3 | Loreto              | 20-25, 14-25, 22-25               |
| 17ª giornata - 29 gennaio 2012 PalaSerenelli, Loreto               | Loreto         | 3 - 0 | San Vito            | 25-16, 25-15, 25-15               |
| 18ª giornata - 4 febbraio 2012 PalaSassi, Matera                   | Time Matera    | 2 - 3 | Loreto              | 25-20, 25-15, 12-25, 21-25, 10-15 |
| 19ª giornata - 11 febbraio 2012 PalaSerenelli, Loreto              | Loreto         | 3 - 0 | Cuatto Giaveno      | 25-23, 25-19, 25-20               |
| 20ª giornata - 18 febbraio 2012 PalaParenti, Santa Croce sull'Arno | Santa Croce    | 3 - 0 | Loreto              | 26-24, 25-17, 25-19               |
| 21ª giornata - 25 febbraio 2012 PalaSerenelli, Loreto              | Loreto         | 3 - 1 | IHF                 | 27-25, 21-25, 27-25, 29-27        |
| 22ª giornata - 11 marzo 2012 PalaBusnago, Busnago                  | Busnago        | 3 - 1 | Loreto              | 25-16, 25-15, 18-25, 25-23        |
| 23ª giornata - 18 marzo 2012 PalaSerenelli, Loreto                 | Loreto         | 3 - 0 | Antares             | 25-22, 29-27, 25-15               |
| 24ª giornata - 25 marzo 2012 PalaBaslenga, Casalmaggiore           | Casalmaggiore  | 3 - 0 | Loreto              | 25-17, 25-23, 25-20               |
| 25ª giornata - 1º aprile 2012 PalaRomiti, Forlì                    | Forlì          | 0 - 3 | Loreto              | 21-25, 20-25, 21-25               |
| 26ª giornata - 7 aprile 2012 PalaSerenelli, Loreto                 | Loreto         | 3 - 2 | Rota                | 25-18, 25-27, 25-22, 25-18, 15-13 |
| 27ª giornata - 15 aprile 2012 PalaOlimpia, Fontanellato            | Terre Verdiane | 1 - 3 | Loreto              | 30-28, 18-25, 18-25, 20-25        |
| 28ª giornata - 22 aprile 2012 PalaSerenelli, Loreto                | Loreto         | 3 - 0 | Verona              | 25-15, 25-20, 25-21               |
| 29ª giornata - 25 aprile 2012 PalaSerenelli, Loreto                | Loreto         | 3 - 1 | Pontecagnano Faiano | 25-22, 26-28, 25-16, 25-17        |
| 30ª giornata - 29 aprile 2012 PalaBertoni, Crema                   | Crema          | 3 - 2 | Loreto              | 19-25, 25-20, 22-25, 26-24, 16-14 |

#### Play-off promozione
| Semifinali (gara 1) - 2 maggio 2012 PalaSerenelli, Loreto | Loreto | 1 - 3 | Crema  | 25-19, 17-25, 22-25, 13-25 |
| Semifinali (gara 2) - 6 maggio 2012 PalaBertoni, Crema    | Crema  | 3 - 0 | Loreto | 25-22, 25-16, 25-23        |

### Coppa Italia di Serie A2

#### Fase a eliminazione diretta
| Quarti di finale - 25 gennaio 2012 PalaSerenelli, Loreto  | Loreto | 3 - 0 | Soverato    | 25-14, 25-21, 25-11        |
| Semifinali - 3 marzo 2012 Palazzetto dello Sport, Giaveno | Loreto | 3 - 1 | Santa Croce | 17-25, 25-19, 25-18, 30-28 |
| Finale - 4 marzo 2012 Palazzetto dello Sport, Giaveno     | Loreto | 3 - 1 | Crema       | 23-25, 25-21, 25-15, 27-25 |